# Naftali Temu
Nabiba Naftali Temu (Sotik, 20 april 1945 - Nairobi, 10 maart 2003) was een Keniaans atleet, die gespecialiseerd is in de lange afstand. Hij nam driemaal deel aan de Olympische Spelen, en won goud op de Olympische Spelen van 1968.
In 1966 kreeg Temu bekendheid toen hij volkomen onverwachts Ron Clarke, de wereldrecordhouder op de 6 mijl, op de Gemenebestspelen in Kingston versloeg. Twee dagen later werd Temu vierde op de wedstrijd over 3 mijl.
Op de Olympische Spelen van 1968 in Mexico-Stad kon alleen de Ethiopiër Mamo Wolde het tempo van Temu volgen. Temu versloeg Wolde in de laatste 50 meter voor de finish. Op de 5.000 meter won Temu het brons. Hij werd op een haar na verslagen door de Tunesiër Mohammed Gammoudi en zijn landgenoot Kip Keino. Een aantal dagen later liep Temu ook mee op de Olympische marathon. Ook hier streed hij tegen Wolde, die zich losmaakte op het 30-kilometerpunt van de rest. Een uitgeputte Temu finishte als negentiende.
Na zijn succes in Mexico ging de sportcarrière van Temu snel bergafwaarts. Op de Olympische Spelen van 1972 in München werd hij in de voorronde van de 10.000 m uitgeschakeld en op de Gemenebestspelen in 1970 in Edinburgh werd hij negentiende.
Naftali Temu stierf op 57-jarige leeftijd aan prostaatkanker in het Kenyatta National Hospital. Deze diagnose werd vele maanden voor zijn dood gesteld, maar hij kon de 600 dollar niet betalen die hij nodig had voor een medische behandeling.

## Titels
- Olympische kampioen 10.000 m - 1968
- Oost- en Centraal-Afrikaanse kampioenschappen 10.000 m - 1964, 1967, 1968, 1969

## Persoonlijke records
- 5000 m - 13.36,6 (1971)
- 10.000 m - 28.21,8 (1971)

## Palmares

### 6 mijl
- 1966:  Gemenebestspelen - 27.14,21

### 5000 m
- 1965:  Afrikaanse Spelen - 13.58,4
- 1968:  OS - 14.06,41

### 10.000 m
- 1964: DNF OS
- 1968:  OS - 29.27,40

### marathon
- 1964: 49e OS - 2:32.36,0
- 1968: 19e OS - 2:32.36,0

1912: Hannes Kolehmainen ·
1920: Paavo Nurmi ·
1924: Ville Ritola ·
1928: Paavo Nurmi ·
1932: Janusz Kusociński ·
1936: Ilmari Salminen ·
1948: Emil Zátopek ·
1952: Emil Zátopek ·
1956: Vladimir Koets ·
1960: Pjotr Bolotnikov ·
1964: Billy Mills ·
1968: Naftali Temu ·
1972: Lasse Virén ·
1976: Lasse Virén ·
1980: Miruts Yifter ·
1984: Alberto Cova ·
1988: Brahim Boutayeb ·
1992: Khalid Skah ·
1996: Haile Gebrselassie ·
2000: Haile Gebrselassie ·
2004: Kenenisa Bekele ·
2008: Kenenisa Bekele ·
2012: Mo Farah ·
2016: Mo Farah ·
2020: Selemon Barega ·
2024: Joshua Cheptegei